# Коняшкин, Максим Михайлович
Макси́м Миха́йлович Коня́шкин (1924—2000) — младший сержант Рабоче-крестьянской Красной Армии, участник Великой Отечественной войны, Герой Советского Союза (1944).

## Биография
Максим Коняшкин родился 18 ноября 1924 года в селе Новые Выселки. Получил неполное среднее образование, после чего работал в колхозе. В мае 1942 года Коняшкин был призван на службу в Рабоче-крестьянскую Красную Армию. С февраля 1943 года — на фронтах Великой Отечественной войны. Принимал участие в боях на Северо-Западном, Брянском, Степном и 2-м Украинском фронтах.
К февралю 1944 года младший сержант Максим Коняшкин был наводчиком орудия 1431-го лёгкого артиллерийского полка 49-й лёгкой артиллерийской бригады 16-й артиллерийской дивизии прорыва 53-й армии 2-го Украинского фронта. Отличился во время освобождения Черкасской области Украинской ССР. 11 февраля 1944 года в районе станции Звенигородка и деревни Скалеватка Конашкин уничтожил 4 танка и бронетранспортёр. В последующие два дня Коняшкин подбил ещё 2 танка, 2 бронетранспортёра и уничтожил около взвода немецких пехотинцев. В трех боях Коняшкин получил ранение, его орудия вышло из строя, но он продолжал сражаться, отразив вражескую контратаку.
Указом Президиума Верховного Совета СССР от 13 сентября 1944 года за «образцовое выполнение боевых заданий командования на фронте борьбы с немецкими захватчиками и проявленные при этом мужество и героизм» младший сержант Максим Коняшкин был удостоен высокого звания Героя Советского Союза с вручением ордена Ленина и медали «Золотая Звезда» за номером 2264.
После окончания войны Коняшкин был демобилизован. Работал на железной дороге, позднее переехал в Запорожье, где работал на Запорожском комбинате ЖБИ. Активно занимался общественной деятельностью. Скончался 27 марта 2000 года, похоронен на Капустяном кладбище Запорожья.
Был также награждён орденами Отечественной войны 1-й степени и Славы 3-й степени, рядом медалей.
В честь Коняшкина в Запорожье установлен его бюст.